# Chalcolecta
Chalcolecta is een geslacht van spinnen uit de familie springspinnen (Salticidae).

## Soorten
De volgende soorten zijn bij het geslacht ingedeeld:
- Chalcolecta bitaeniata Simon, 1884
- Chalcolecta dimidiata Simon, 1884
- Chalcolecta prensitans (Thorell, 1881)